# 29980 Dougsimons
29980 Dougsimons è un asteroide della fascia principale. Scoperto nel 1999, presenta un'orbita caratterizzata da un semiasse maggiore pari a 2,2544472 UA e da un'eccentricità di 0,2079087, inclinata di 3,74347° rispetto all'eclittica.